# Eckwersheim
 Eckwersheim (en alsacià Eckwersche) és un municipi francès, situat a la regió del Gran Est, al departament del Baix Rin. L'any 1999 tenia 1.425 habitants. Forma part de la Comunitat Urbana d'Estrasburg.
Forma part del cantó de Brumath, del districte d'Estrasburg i de la Strasbourg Eurométropole.

## Demografia
| 1962 | 1968 | 1975 | 1982 | 1990  | 1999  |
| ---- | ---- | ---- | ---- | ----- | ----- |
| 669  | 670  | 771  | 906  | 1.112 | 1.266 |

## Administració
| Període   | Identitat       | Partit |
| --------- | --------------- | ------ |
| 2001-2008 | Robert Pfrimmer |        |
| 2008-     | Doris Hahn      |        |